# Уесуґі Каґекацу
Уесуґі Каґекацу (яп. 上杉 景勝, 8 січня 1556 — 19 квітня 1623) — даймьо часів Сенґоку, правитель Айдзу-хана у 1598—1601 роках, 1-й даймьо Йонедзава-хана в 1601—1623 роках.

## Життєпис

### Молоді роки
Походив з самурайського роду Наґао. Син Наґао Масакаґе, голови гілки Уеда клану Наґао, та Ая-Ґодзен (сестри даймьо Уесуґі Кеншіна). Народився 1556 року. Отримав ім'я Акікаґе. 1564 року його батько загинув. Після цього всиновлено вуйком Кеншіном під ім'ям Кіхейдзі. Здобув освіту й під орудою Уесуґі Кеншіна — військову практику. Пошлюбив доньку даймьо Такеда Сінгена. Згодом прийняв ім'я Уесуґі Каґекацу.

### Даймьо
У 1578 після смерті Уесуґі Кеншіна розпочав боротьбу за володіння останнього з іншими названим сином Кеншіна — Уесуґі Каґетора. Спочатку суперник Каґекацу зайняв основні володіння в провінції Етіґо. Втім зрештою Каґекацу завдав Каґеторі захопив усі володіння померлого даймьо. У 1579 році Каґетора був розбитий, обложений в замку і змушений був здійснити сеппуку. Уесуґі Каґекацу став одноосібним правителем провінції Етіґо.
Втім Ода Нобунага скористався цією війною для захоплення у клана Уесуґі провінцій Нота, Каґа, Еттю. Але після загибелі Нобунага у 1582 році Каґекацу уклав союз з Тойотомі Хідейосі проти Сібата Кацуіе. Останньому у 1583 році було завдано нищівної поразки. Відтоді Уесіґі Каекацу залишався вірним васалом Тойотомі.
У 1590 брав участь у поході Тойотомі Хідейосі проти роду Ґо-Ходзьо, внаслідок якої того було знищено. З 1592 року був учасником військової кампанії в Кореї, але згодом обмежився наданням допоміжних контингентів..
У 1598 отримав від Тойотомі феодальне володіння Айдзу на півночі Хонсю, дохід від якого оцінювався в 1,2 млн коку рису. Того ж року після смерті Хідейосі увійшов до складу опікунської ради («готайро»), яка повинна була керувати державою до повноліття Тойотомі Хідейорі.
У 1600 вступив в союз з Ісіда Міцунарі і виступив проти Токуґава Іеясу. Він перший планував почати військові дії проти клану Токуґава. Каґекацу побудував новий замок в Айдзу і привернув увагу Іеясу, який наказав йому прибути в Осаку, щоб пояснити свою поведінку. Каґекацу відмовився, і Токуґава на чолі 50-тисячній армії став готуватися до походу на Айдзу. Уесуґі повинен був зайняти Токуґава Іеясу військовими діями на півночі, щоб відвернути його від Ісіда Міцунарі. Проте Іеясу розгадав цей план і залишився в Осаці. Воєначальники Могамі Йосіакі і Дате Масамуне, васали Іеясу, почали військові дії проти Уесуґі Каґекацу в Тохоку (на півночі Хонсю). Той зі своїм військом планував атакувати землі Токуґава з північного сходу в той час як Ісіда Міцунарі готувався наступати проти нього із заходу. Проте на самому початку кампанії Уесуґі Каґекацу зазнав поразки у битві біля замку Сіроісі.
Після перемоги Токуґави Іеясу над Ісіда Міцунарі в битві при Секіґахара у 1600 році Уесуґі Каґекацу визнав зверхність Токуґава Іеясу. Але той у 1601 році конфіскував у нього Айдзу-хан і передав натомість Йонедзава-хан в провінції Дева з доходом 300 тис. коку рису.
У 1614—1615 брав участь в Осакській кампанії проти Тойотомі Хідейорі. 
У квітні 1623 помер в Йонедзава. Йому успадковував син Уесуґі Садакацу.